# Antonio Escuriet
Antonio Escuriet (Valencia, 7 mei 1909 – Castellar de la Ribera, 18 februari 1998) was een Spaans wielrenner.

## Belangrijkste overwinningen
1933
- Ronde van Valencia
- Ronde van Pontevedra

1934
- Ronde van Castilië
- 10e etappe Ronde van Catalonië

1935
- 2e etappe Ronde van Spanje

1941
- 4e etappe Ronde van Spanje

## Resultaten in voornaamste wedstrijden
| Jaar | Ronde van Italië | Ronde van Frankrijk | Ronde van Spanje |
| 1935 |                  |                     | opgave (1)       |
| 1936 |                  |                     | 5e               |
| 1941 |                  |                     | 6e (1)           |
| 1942 |                  |                     | opgave           |